# Dansani
Dansani A/S er en dansk leverandør af baderumsmøbler og tilbehør til badeværelset, som har hovedsæde i Haderslev. 
Dansani blev etableret som en enkeltmandsvirksomhed af Thomas Bjerrum i 1983, men udvidede i 1984 produktionskapaciteten.
Dansani udvidede markedet til de skandinaviske lande og der blev oprettet datterselskaber i Norge og Sverige. I 1997 byggedes nye produktions- og administrationsfaciliteter i Haderslev, hvor virksomheden har til stede i dag. 
Al produktion er outsourcet til udlandet og virksomhedens danske medarbejdere beskæftiger sin udelukkende med montage, udvikling og distribution. Der eksporterer i dag til hele Europa.
Administrerende direktør siden 2008 er Carsten Friis.